# Ostönnen
Ostönnen ist ein Ortsteil der Stadt Soest in der Soester Börde (geographisch wie historisch). Zu Ostönnen gehören neben dem Kerndorf die Ansiedlungen Höhberg und Ostönnerlinde.

## Geschichte

### Ursprung und Name

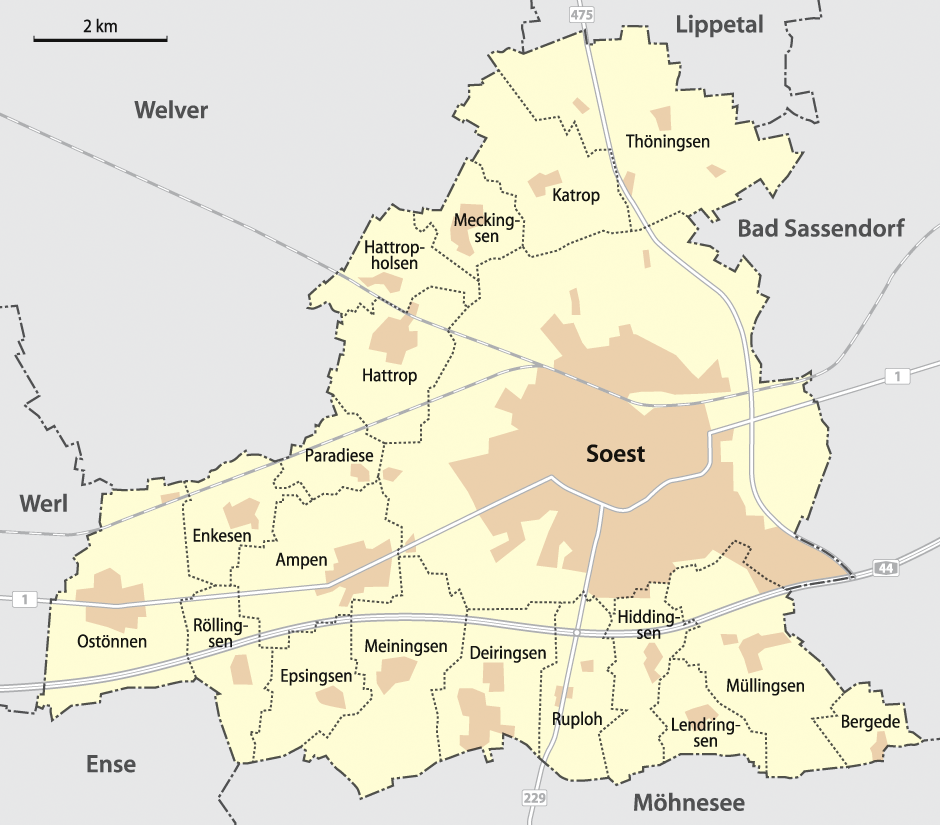
Soest und seine Ortsteile

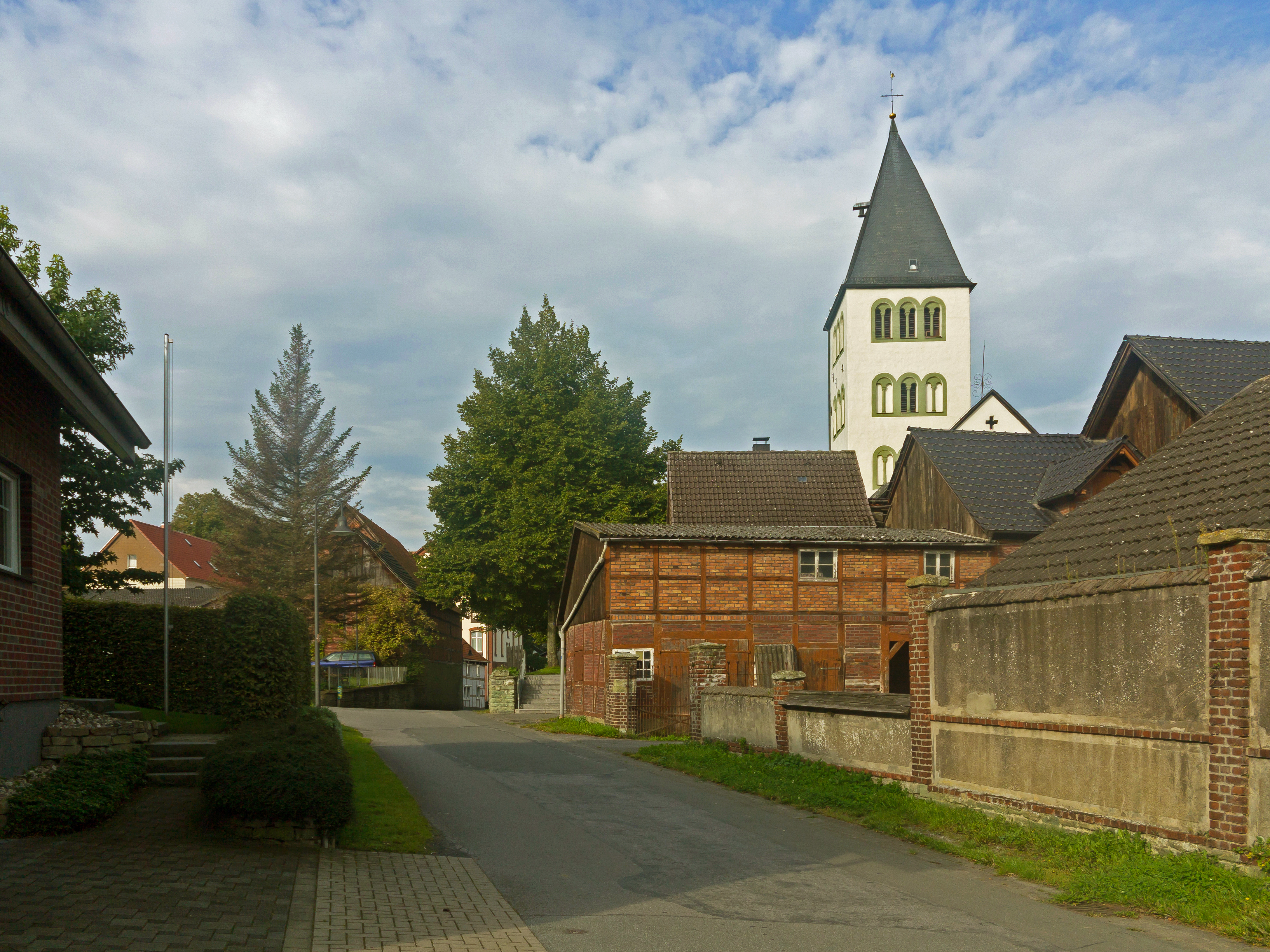
Ostönnen, die Sankt-Andreas-Kirche

Ostönnen (sprich: Os-tönnen) geht historisch mit dem benachbarten Werler Ortsteil Westönnen (inklusive Mawicke) auf eine Ansiedlung am Hellweg zurück, die 973 erstmals als tiunni erwähnt wird. Die älteste Erwähnung des eigentlichen „Ostönnen“ datiert aus dem Jahr 1169. Als Siedlung am nördlichen Quellsaum des Haarstrangs liegt Ostönnen inmitten eines Gebietes mit uralter Siedlungstradition: Funde datieren aus der Zeit der Bandkeramiker und der Bronzezeit zwischen 1800 und 800 v. Chr.

### Mittelalter
Ursprünglich gehörte das mittelalterliche Ostönnen zur Freigrafschaft Rüdenberg, einem Lehen zunächst der Grafen von Werl-Arnsberg, dann der Kölner Erzbischöfe als Herren des Herzogtums Westfalen. 1328 wurde die Freigrafschaft Rüdenberg mit Ostönnen unter Billigung des Erzbischofs Heinrich II. von Virneburg von Gottfried von Rüdenberg an die Stadt Soest verkauft, mit der es im weiteren Verlauf der Geschichte das historische Schicksal teilte. Nach der Unabhängigkeit Soests in der Soester Fehde 1449 wurde Ostönnen 1585 evangelisch – die Territorialgrenze zwischen Ostönnen und Westönnen wurde damit zu einer Konfessionsgrenze.

### Neuzeit
Am 1. Juli 1969 wurde Ostönnen durch das Soest/Beckum-Gesetz nach Soest eingemeindet.

## Kultur und Sehenswürdigkeiten
- St.-Andreas-Kirche Ostönnen (siehe unten)
- Ehrenmal verstorbener Krieger
- Gedenkstein zur Flutkatastrophe 1968
- Memorial Soest – Ostönnen, Absturzstelle der Lancaster „AJ-M Mother“ 1943
- Grenzstein der Gemeinden Soest, Werl und Ense im Ortsteil Höhberg
- Vogelschutzgebiet Hellwegbörde in Ostönnerlinde
- Alpakahof „Alpakas am Hellweg“[2]
- Kräuter- und Gewürzladen „1000 Kräuter“[3]

## Kirche und Orgel
Die vollständig romanische St.-Andreas-Kirche mit ihrem markanten vielfenstrigen Turm wurde zu Anfang des Jahrtausends (2002/2003) weithin bekannt, da durch wissenschaftliche Untersuchungen festgestellt worden war, dass sich in dieser Kirche eine der ältesten bespielbaren Orgeln der Welt (Teile aus dem 15. Jahrhundert) befindet.
Zur Evangelischen St. Andreas Kirchengemeinde Ostönnen gehören außer dem Dorf Ostönnen auch die Ortsteile Ostönner Linde, Am Drusenbrink, Höhberg und die nicht zum Soest Ortsteil Ostönnen zählenden Orte Röllingsen und Sieveringen, wobei letzterer nicht einmal zur Stadt Soest, sondern zur Gemeinde Ense gehört.
Das kirchliche Einzugsgebiet umfasst ca. 1500 Einwohner, von denen konstant ca. 800 Mitglieder der evangelischen Kirchengemeinde sind.

## Flutkatastrophe
Im Jahr 1968 kam es infolge schwerer Regenfälle an der Haar zu einer Flutkatastrophe. Vier Menschen kamen ums Leben, und mehrere Häuser wurden vollständig zerstört.

## Verkehr und Verkehrsinfrastruktur
Durch den Ort führt in Ost-West-Richtung die ehemalige Bundesstraße 1. Der Status als Bundesstraße wurde dieser aberkannt, wegen der Parallelität zur Bundesautobahn 44, welche das Gemeindegebiet im Süden tangiert. Verkehrlich hat die Straße immer noch eine Bedeutung wie eine Bundesstraße. Außerdem wird sie als Umleitung zur A 44 genutzt.
Mitten im Ort befindet sich eine Tankstelle mit Autogas und Waschanlage sowie dem üblichen Shop.
An der Haltestelle Ostönnen, Kleinbahnhof (eine Reminiszenz an die früher dort verkehrende Kleinbahn) treffen sich drei Buslinien, C5 nach Soest, R54 nach Neheim (Arnsberg) und R47 nach Werl, welche von dort aus weiter als R41 Richtung Hamm verkehrt. Es bestehen also stündliche Verbindungen nach Soest, Arnsberg und über Werl nach Hamm.
Im Norden verläuft, ebenfalls in Ost-West-Richtung die Eisenbahnverbindung Dortmund-Paderborn mit Halt in Soest. Der Bahnhof Ostönnen wurde leider als Haltepunkt aufgegeben. Allerdings gibt es Bestrebungen, diesen wieder aufleben zu lassen. Zwar ist der Bahnhof relativ weit vom Ortskern entfernt, wäre aber auch für Fahrgäste aus dem Bereich Schwefe, Merklingsen und Enkesen attraktiv, besonders bei Park&Ride und Bike&Ride.

## Wirtschaft
Bei einem Dorf mit etwas über eintausend Einwohner ist die Anzahl der Arbeitsplätze direkt im Ort überschaubar.
Es gibt noch einige Landwirte im Vollerwerb.
Die Kirchengemeinde St. Andreas beschäftigt einen Pastor (teilweise) und eine Pfarrsekretärin im Nebenamt. Alle anderen Tätigkeiten werden ehrenamtlich ausgeübt.

## Vereine
Wie in den Dörfern in Westfalen üblich, gibt es eine Reihe von Vereinen, etwa die Freiwillige Feuerwehr, einen Schützenverein sowie Reit-, Sport- und Musikvereine.

## Hellweg-Halle
Die Hellweg-Halle wurde überwiegend ehrenamtlich errichtet und fiel nach der Eingemeindung an die Stadt Soest. Sie ist das zweitgrößte Veranstaltungsgebäude in Soest. Deshalb finden dort nicht nur regionale, sondern auch überregionale Veranstaltungen statt, etwa die Synode des Kirchenkreises.
Die Halle wird durch einen Verein betreut, der sich aus den übrigen Vereinen des Ortes rekrutiert. Es gibt außer dem Hauptraum mit zwei Theken und einer Bühne auch diverse Nebenräume, die teilweise dauervermietet sind. Alle sonstigen Räumlichkeiten können je nach Bedarf angemietet werden.

## Mit Ostönnen verbundene Personen
- Hermann Cremer (* 18. Oktober 1834 in Unna (Westfalen); † 4. Oktober 1903 in Greifswald), protestantischer Theologe, Prediger an St. Andreas in Ostönnen vom 18. August 1859 bis zum 9. November 1870[4]